# Paltoga
Páltoga (en ruso : Па́лтога) es una aldea (derevnia) de Rusia, ubicada en el raión de Výtegra de la óblast de Vólogda. Dentro del raión, es una pedanía del asentamiento rural de Oshta.
En 2010, la aldea tenía una población de 261 habitantes. Se ubica unos 15 km al oeste de la capital distrital Výtegra, junto a la orilla sur del lago Onega. Por la aldea pasa la carretera A215, que une Výtegra con Megrá y Oshta, que son la capital y localidad más poblada de su asentamiento.

## Historia
Fue fundada en 2001 mediante la unión de catorce aldeas que se extendían consecutivamente a lo largo de la carretera A215. En el censo de 2002, la aldea recién unificada tenía 295 habitantes. En 2006 pasó a ser la sede de un asentamiento rural de más de quinientos habitantes llamado "Kazakovskoye", que incluía en su territorio como pedanías nueve aldeas, todas despobladas o casi despobladas excepto Kondushski Pogost y Palózero. En 2016, el asentamiento se fusionó con los de Oshta y Megrá, para formar el actual asentamiento rural de Oshta con sede en Megrá.